# Newhey
Newhey – wieś w Anglii, w hrabstwie ceremonialnym Wielki Manchester, w dystrykcie metropolitalnym Rochdale. Leży 18 km na północny wschód od centrum Manchesteru. W 2015 miejscowość liczyła 2953 mieszkańców.